# Houillères d'Auvergne
 (août 2025).
Si vous disposez d'ouvrages ou d'articles de référence ou si vous connaissez des sites web de qualité traitant du thème abordé ici, merci de compléter l'article en donnant les références utiles à sa vérifiabilité et en les liant à la section « Notes et références ».

Localisation des gisements sur la carte des bassins houillers français.

Les houillères d'Auvergne sont les charbonnages situés dans le bassin minier d'Auvergne, en France.

## Les sociétés
Après la nationalisation des bassins houillers français en 1946, Les « Houillères du Bassin d’Auvergne »  ont regroupé différentes exploitations d'Auvergne :
- Houillères de Saint-Eloy de la société Châtillon-Commentry-Neuves Maisons (Puy-de-Dôme) ;
- S.A. des Mines de la Bouble (Puy-de-Dôme) ;
- S.A. des Houillères de Messeix (Puy-de-Dôme) ;
- Houillères de Brassac appartenant à Commentry-Fourchambault et Decazeville (Puy-de-Dôme) ;
- S.A. des Houillères de Haute-Loire (bassin de Brassac) ;
- S.A. des mines de Champagnac (Cantal) ;

ainsi que les deux permis d'exploitation de Bert-Moncombroux (Allier) :
- société des Houillères de l’Allier ;
- Charbonnages du Donjon.

À ceci s’ajouteront en 1960 l’acquisition, de la concession des Plamores dans l’Allier et la création, par décret du 26 décembre 1960, du périmètre de l’Aumance ; ces deux derniers titres formeront l’Unité d’Exploitation (U. E.) de l’Aumance.

## Saint-Éloy
Les mines du bassin de Saint-Éloy (Puy-de-Dôme) regroupent, en fait, trois concessions, La Vernade, La Roche et La Bouble dont les deux premières qui formaient les Houillères de Saint Eloy, seront intégrées dans le groupe Châtillon-Commentry-Neuves Maisons et la dernière qui appartenait à une société indépendante. La nationalisation des charbonnages réunira le bassin de St Eloy en une seule unité qui sera exploitée jusqu’en 1978.

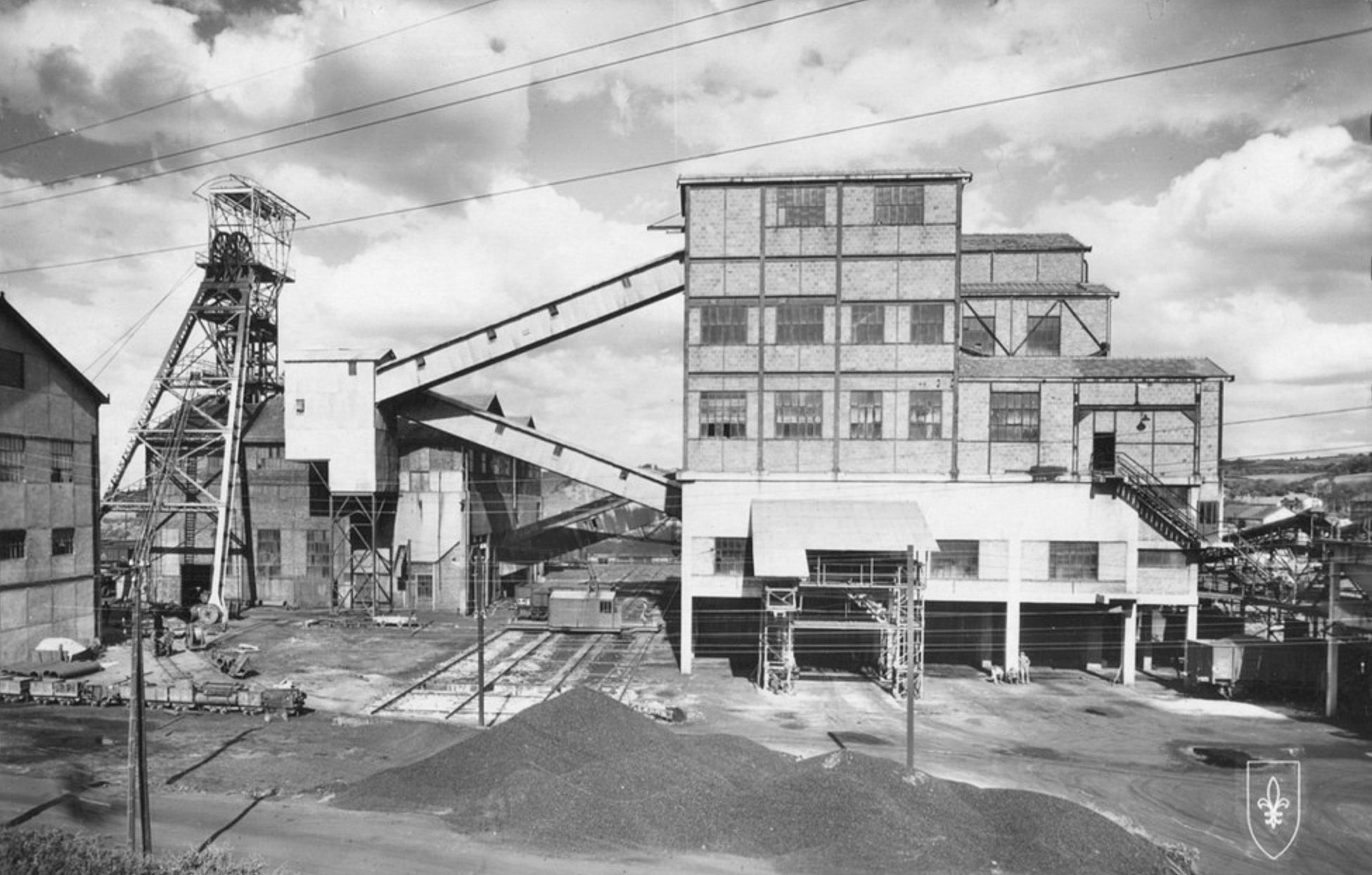
Le puits Saint-Joseph en activité.
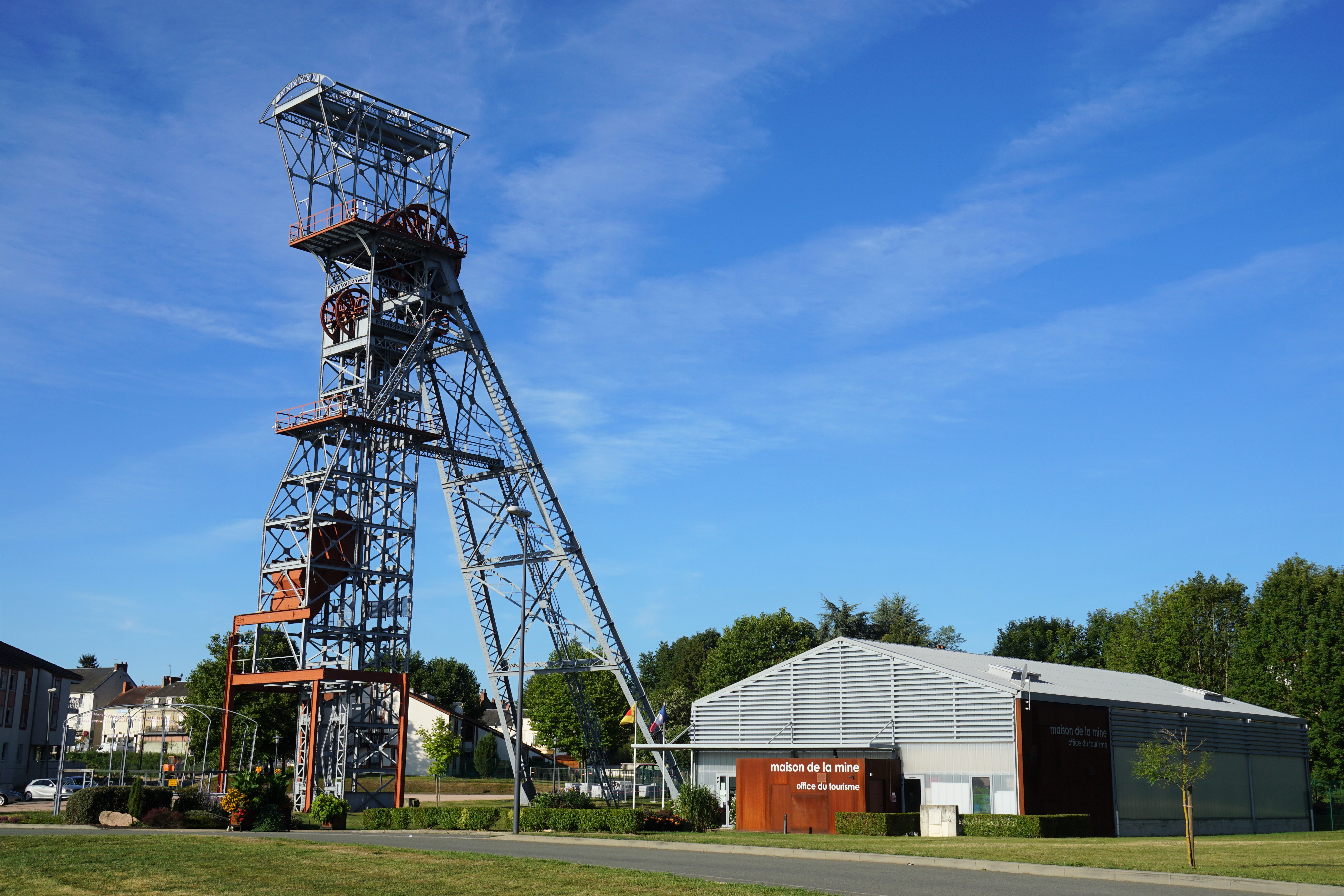
Le chevalement préservé et le musée de la mine.
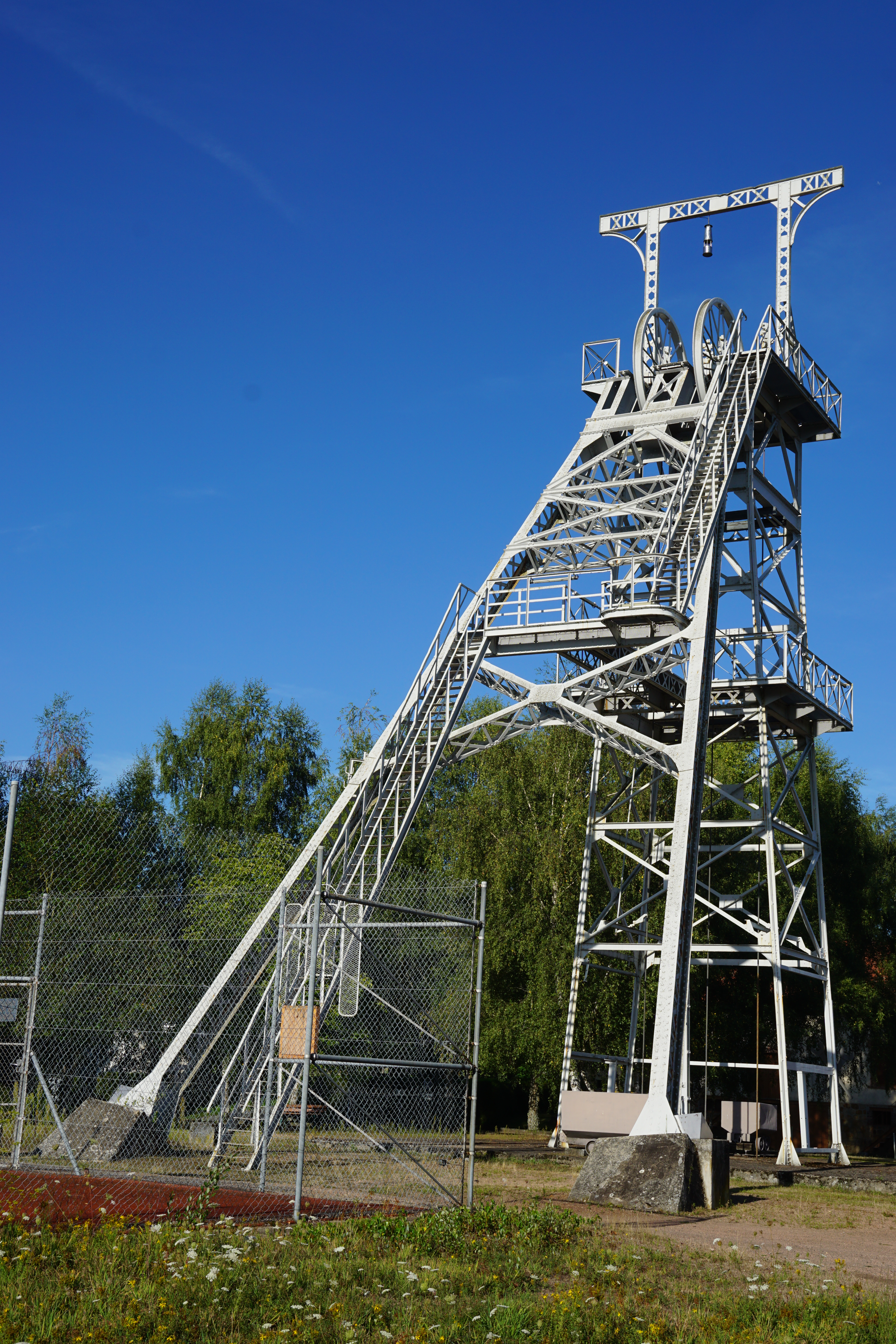
Puits II.

## Messeix
Le gisement d’anthracite de Messeix (Puy-de-Dôme) forme un gisement en fond de bateau orienté sensiblement Nord-Sud et plongeant légèrement vers le Sud avec une pente d’environ 12 %. Le bassin mesure 4 km de long et sa plus grande largeur est de 750 m. 
Le charbon est déjà exploité au XVIIIe siècle. La concession de Messeix a été accordée le 23 novembre 1831 sur 1 118 ha. En 1878, est fondée la société anonyme des Houillères de Messeix qui en restera propriétaire jusqu'à la nationalisation en 1946. La mine de Messeix est fermée en juillet 1989.

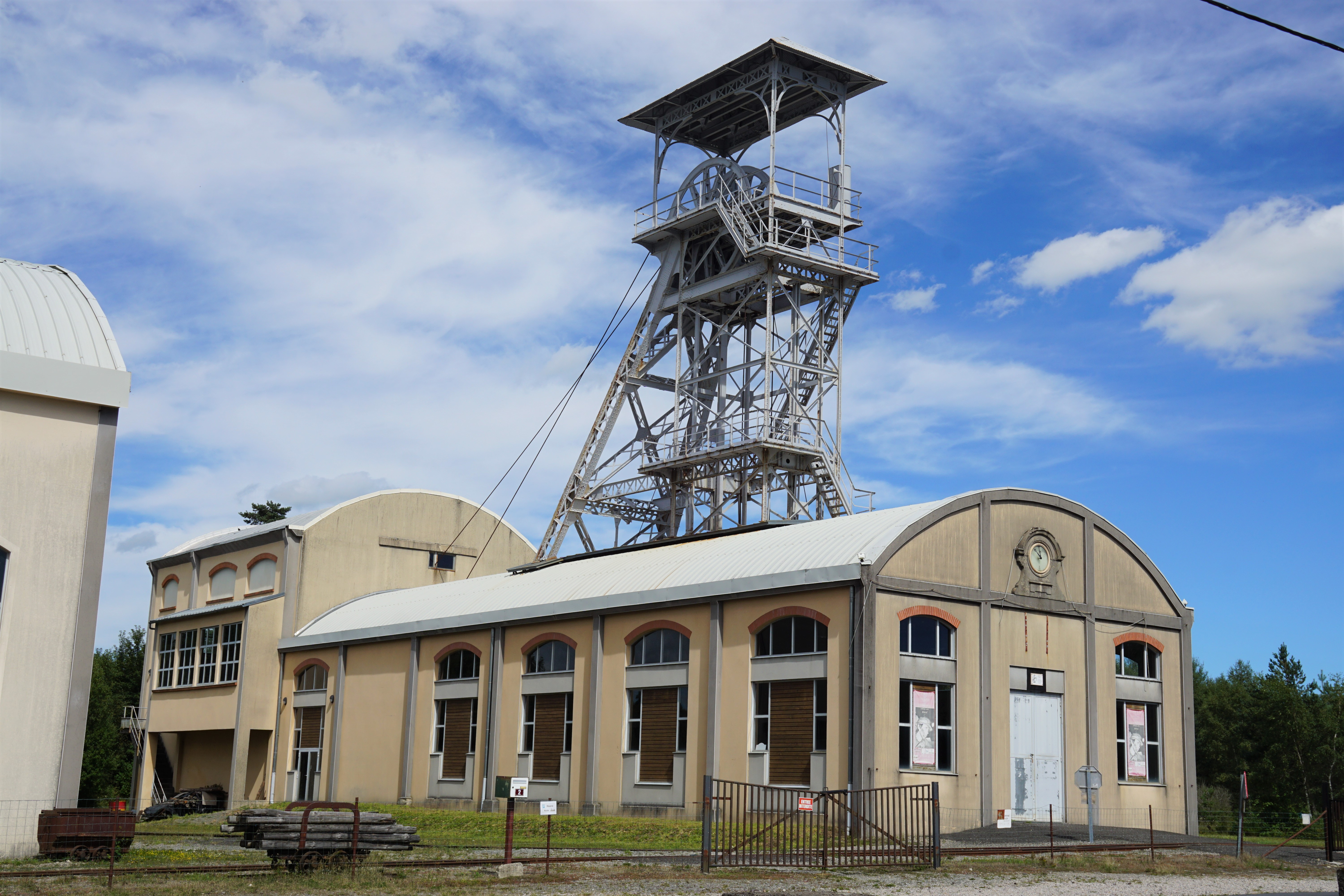
Puits Saint-Louis.
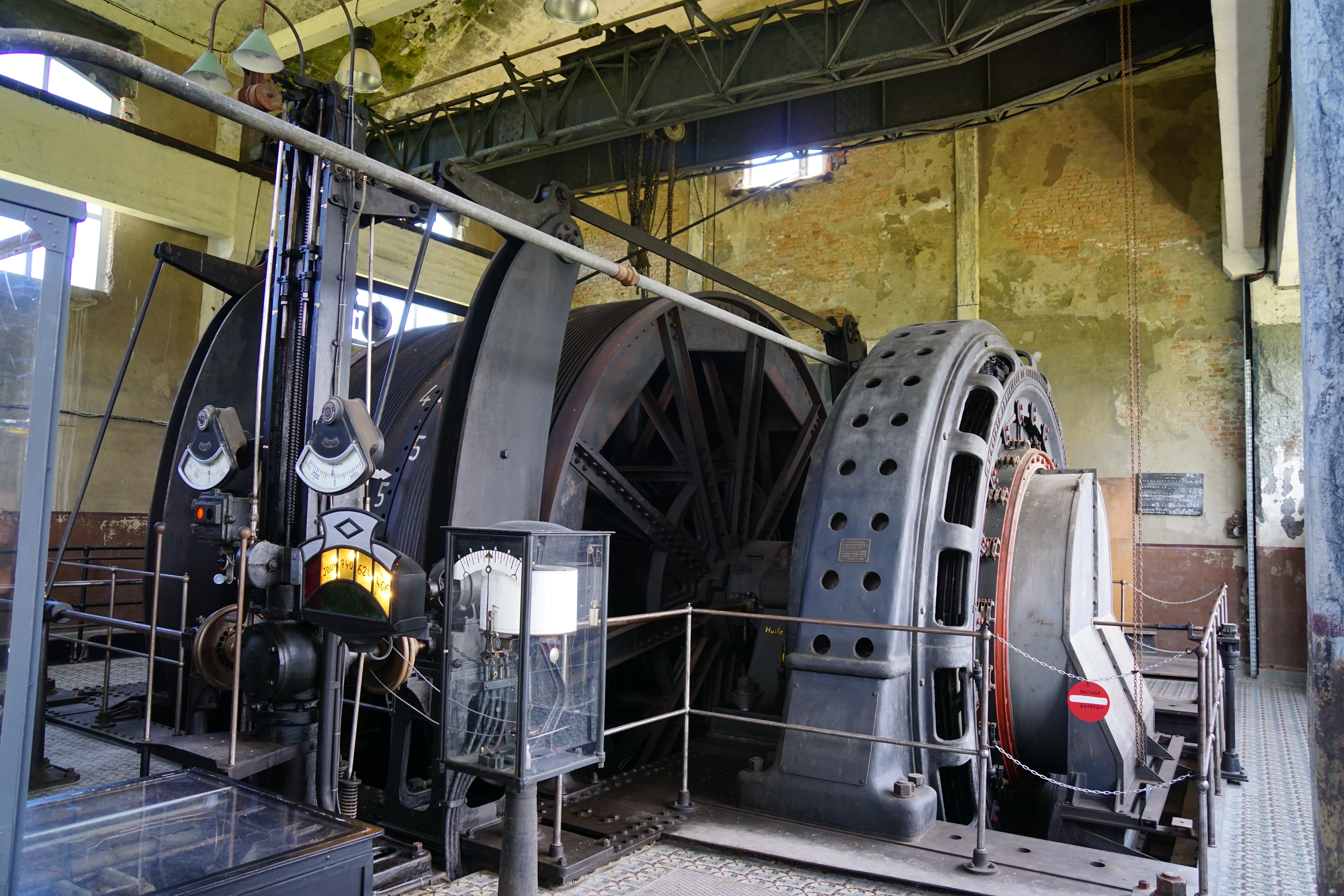
La machine d'extraction.

## Brassac
À cheval sur deux départements, le gisement de Brassac-les-Mines est de fait scindé en deux :  la partie sud du gisement est située dans le département de la Haute-Loire avec les concessions de Grosmenil, Auzon, Frugères, Bouxhors, Fondary et La Taupe et la partie Nord située dans le département du Puy de Dôme avec les concessions de Brassac-les-Mines, Auzat-la-Combelle, Charbonnier-les-Mines, Armois et Entremonts. 
Deux domaines principaux vont ainsi se dégager : dans la Haute-Loire, celui des Houillères de la Haute-Loire et, dans le Puy de Dôme, celui de Commentry-Fourchambault-Decazeville qui englobera également l’exploitation de Charbonnier. Le bassin de Brassac est définitivement fermé en 1978.

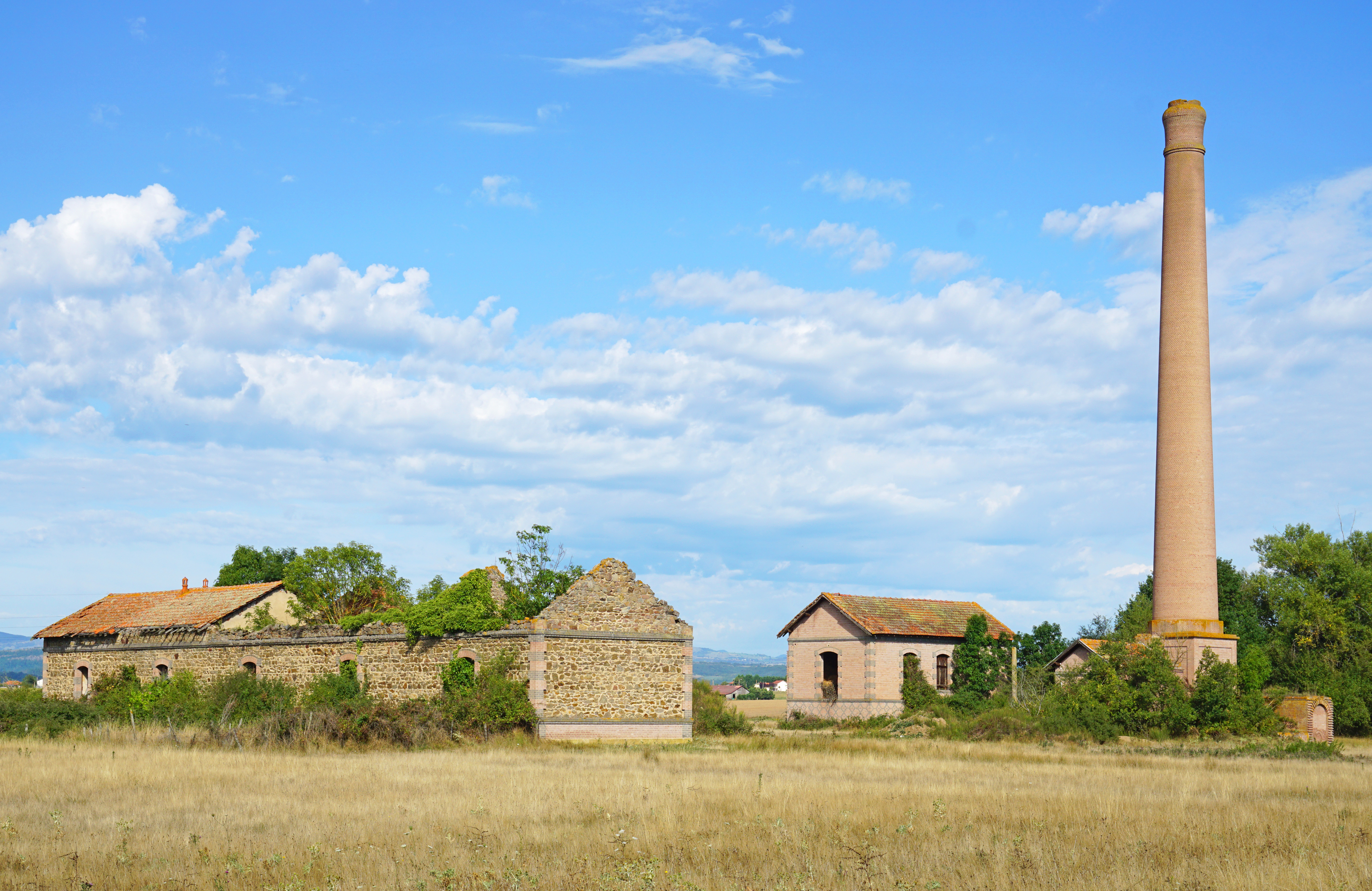
Puits du Monteil (Vergongheon).
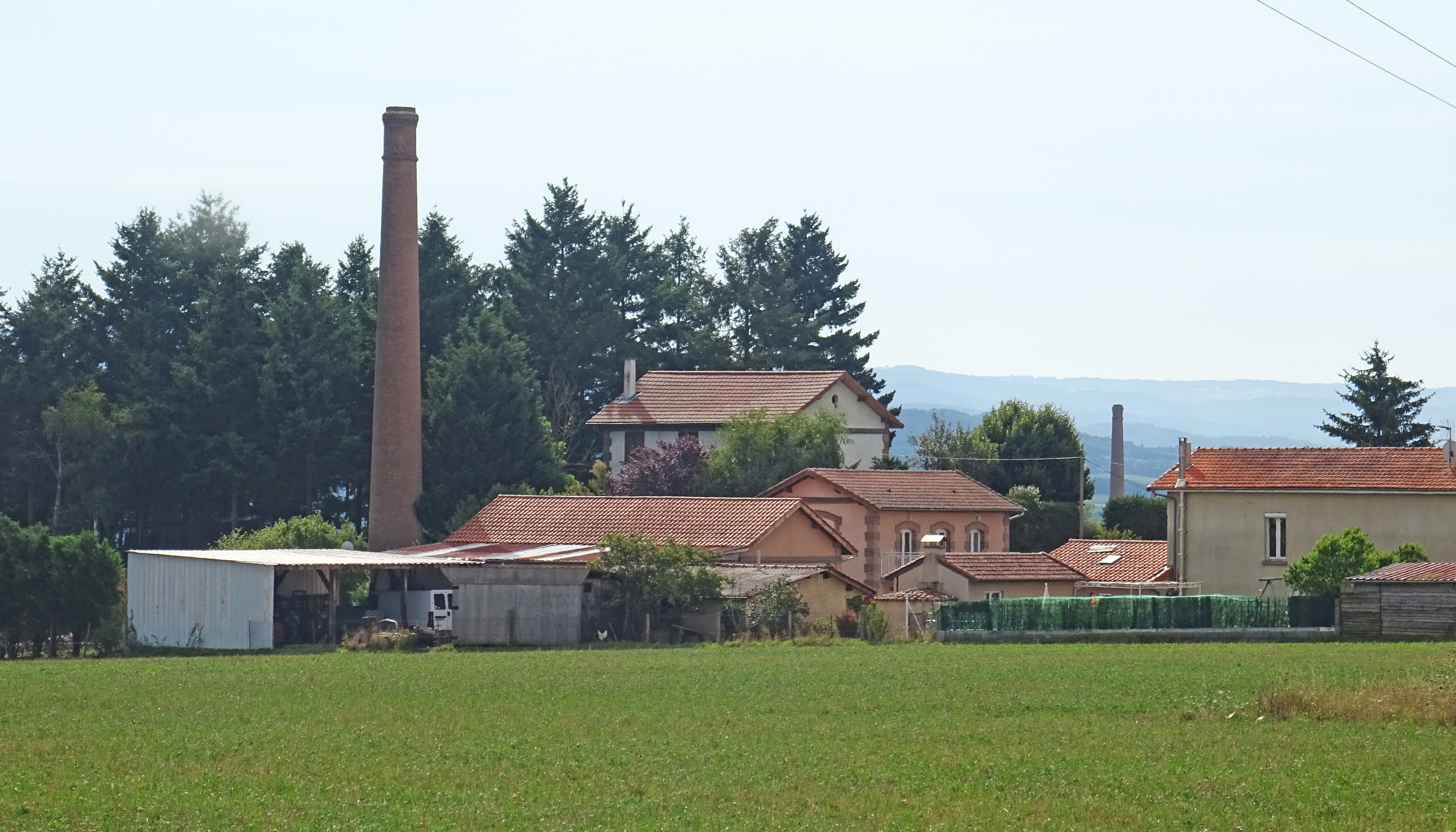
Puits Chauvet (Vergongheon).
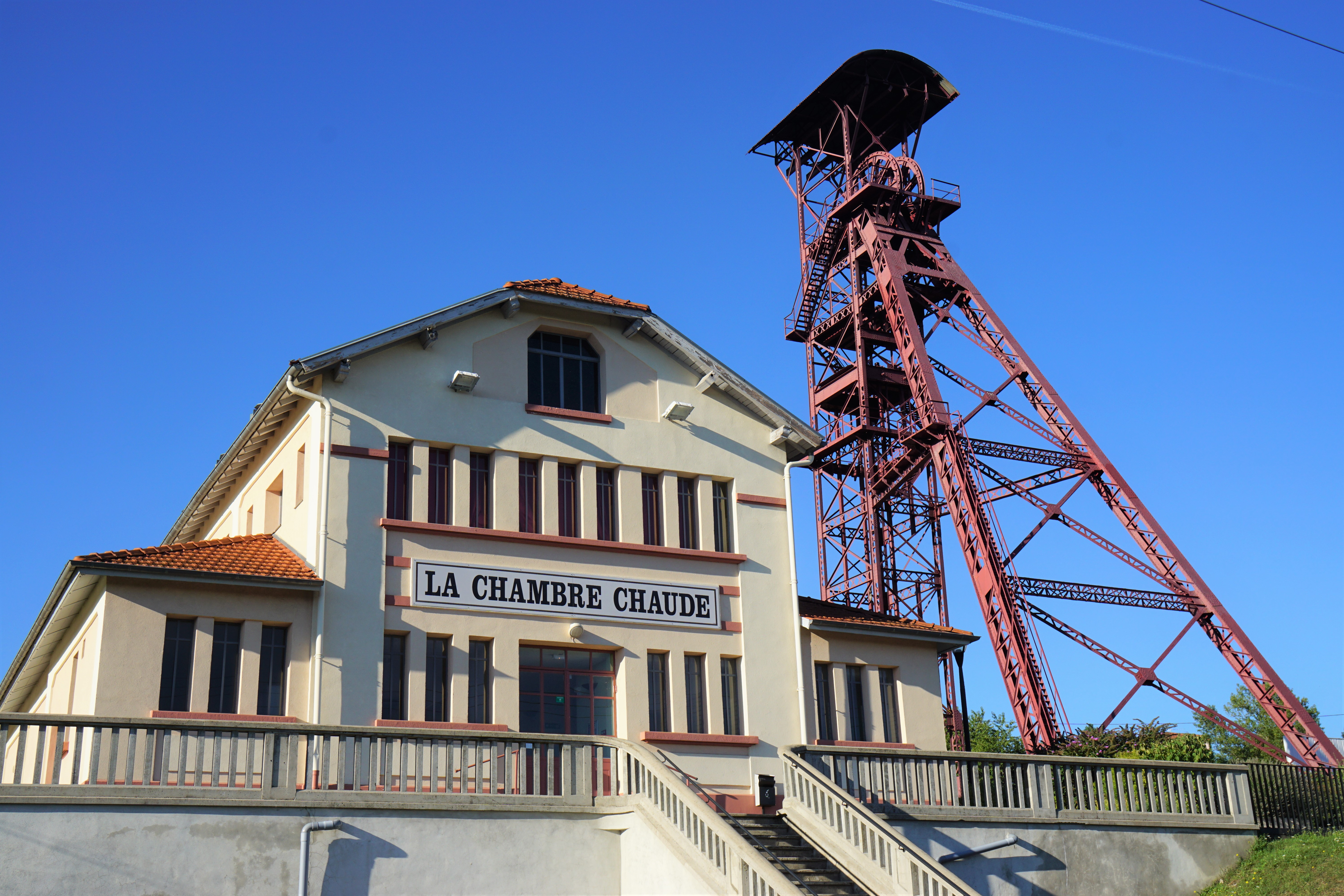
Puits des Graves (La Combelle).
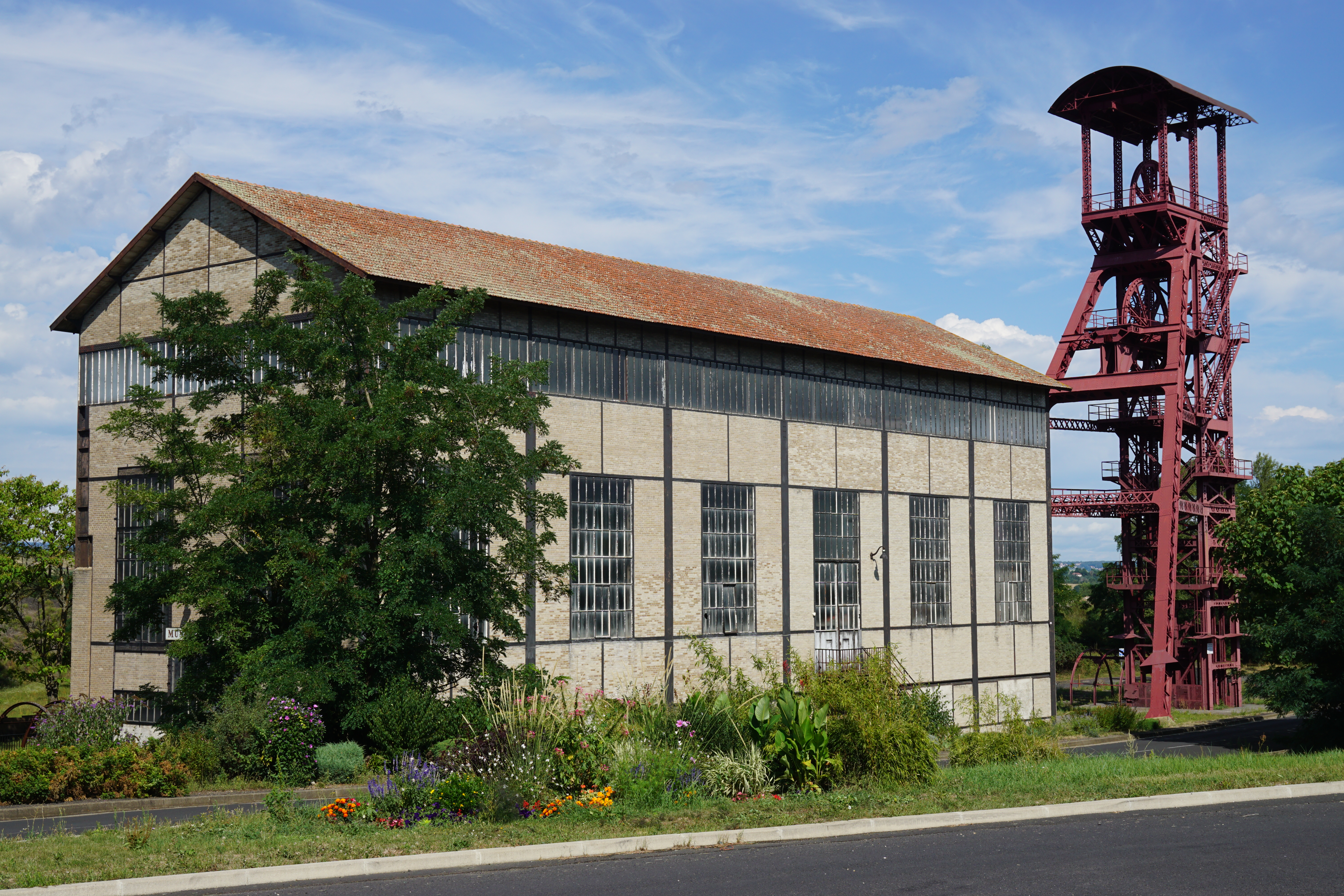
Puits Bayard (Brassac-les-Mines).

## Champagnac
Les mines de houille de Champagnac et Ydes sont situées à la limite du Cantal et de la Corrèze, à 8 kilomètres de Bort-les-Orgues et 80 km d'Aurillac.
Le bassin de Champagnac occupe la partie centrale du grand Sillon Houiller qui s'étend de Noyant, près de Moulins (Allier), jusqu'à Najac (Aveyron).
Déjà connu au Moyen Âge, les premières concessions dans le bassin de Champagnac remontent à la fin du XVIIIe siècle. C'est la Société anonyme de Mines de Champagnac qui exploite le bassin jusqu'en 1946, date de sa nationalisation et de son rattachement aux houillères du Bassin d'Auvergne. Les mines de Champagnac ferment en 1959.

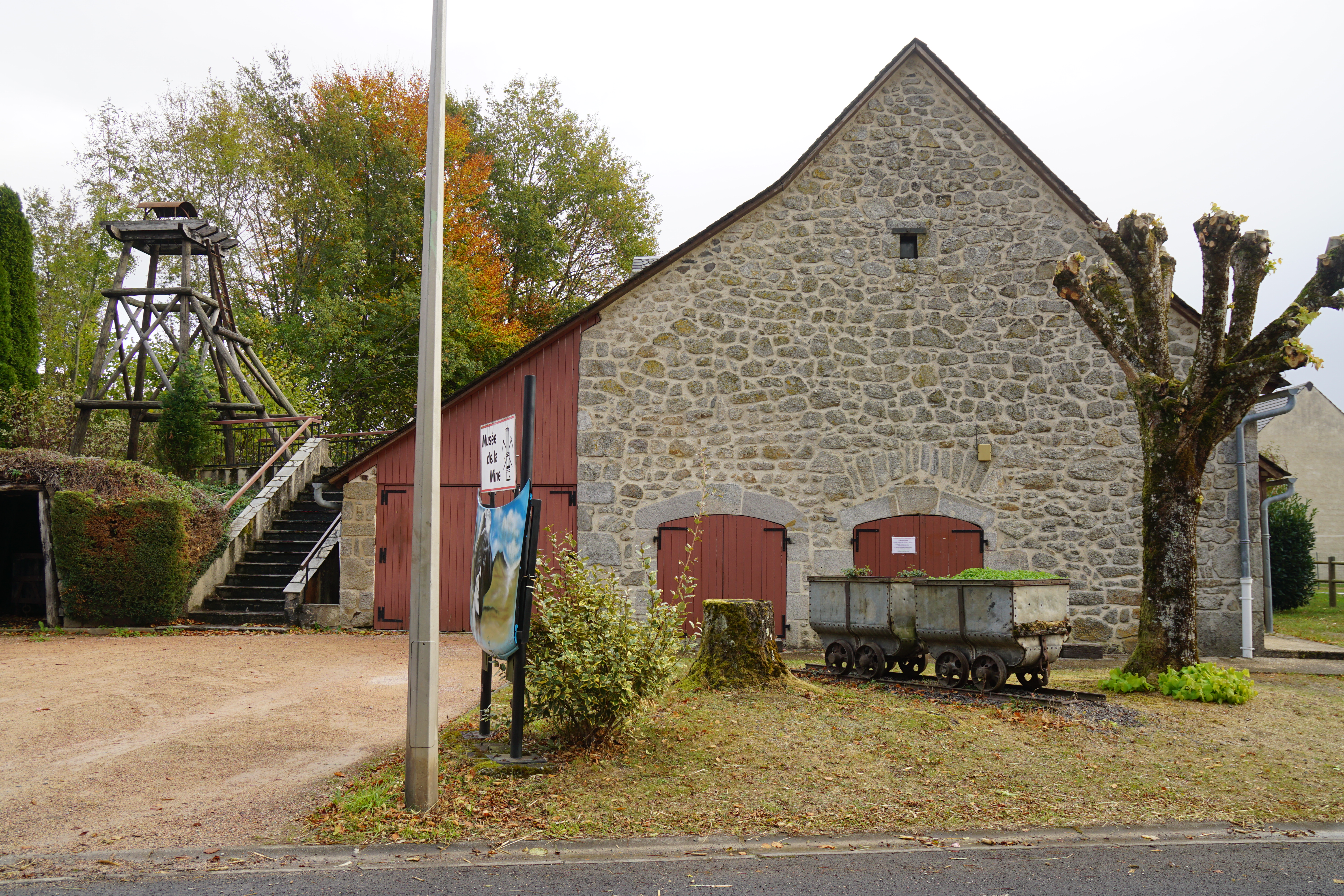
Le musée de la mine.
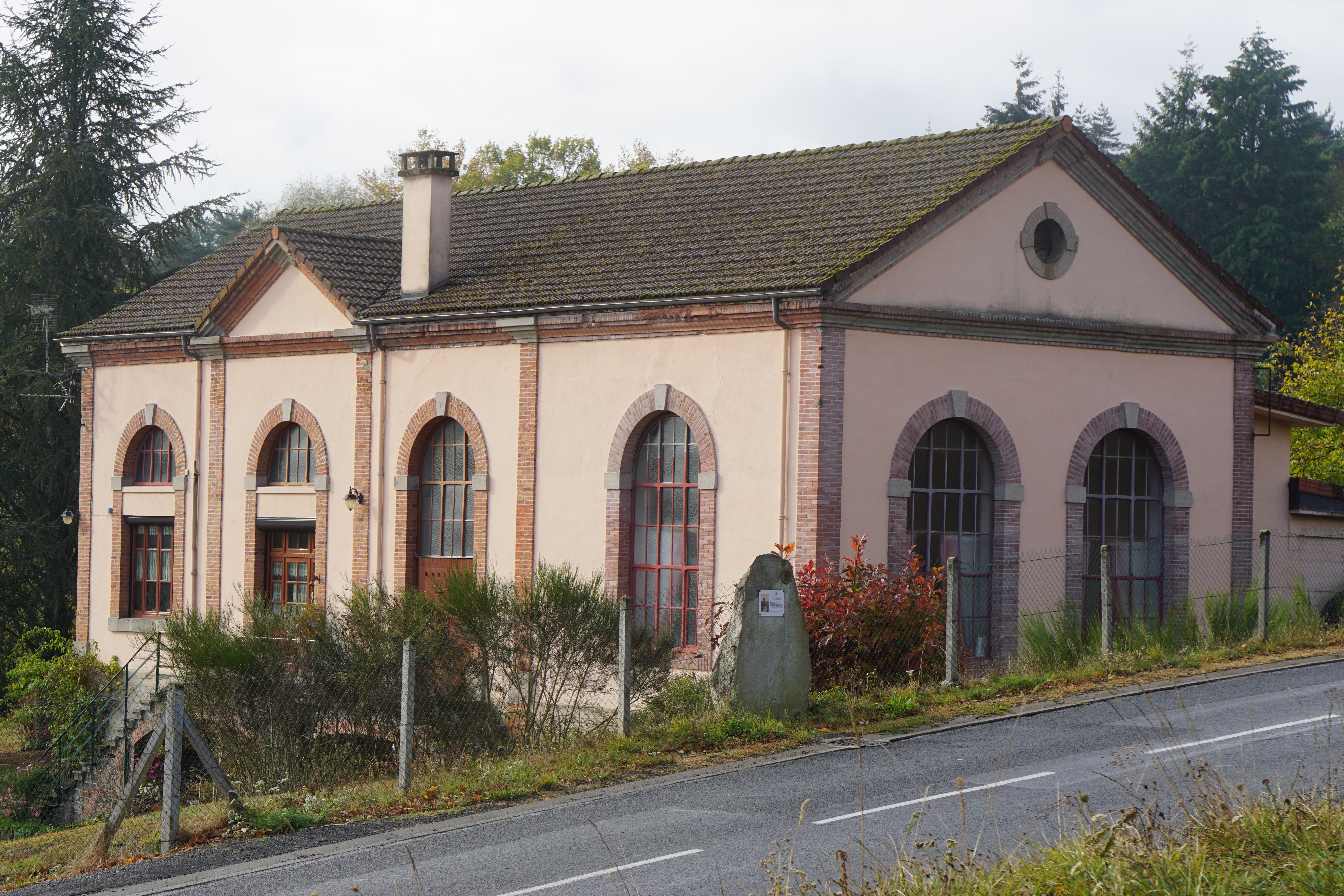
Ancien bâtiment de la machine d'extraction du puits Madeleine.
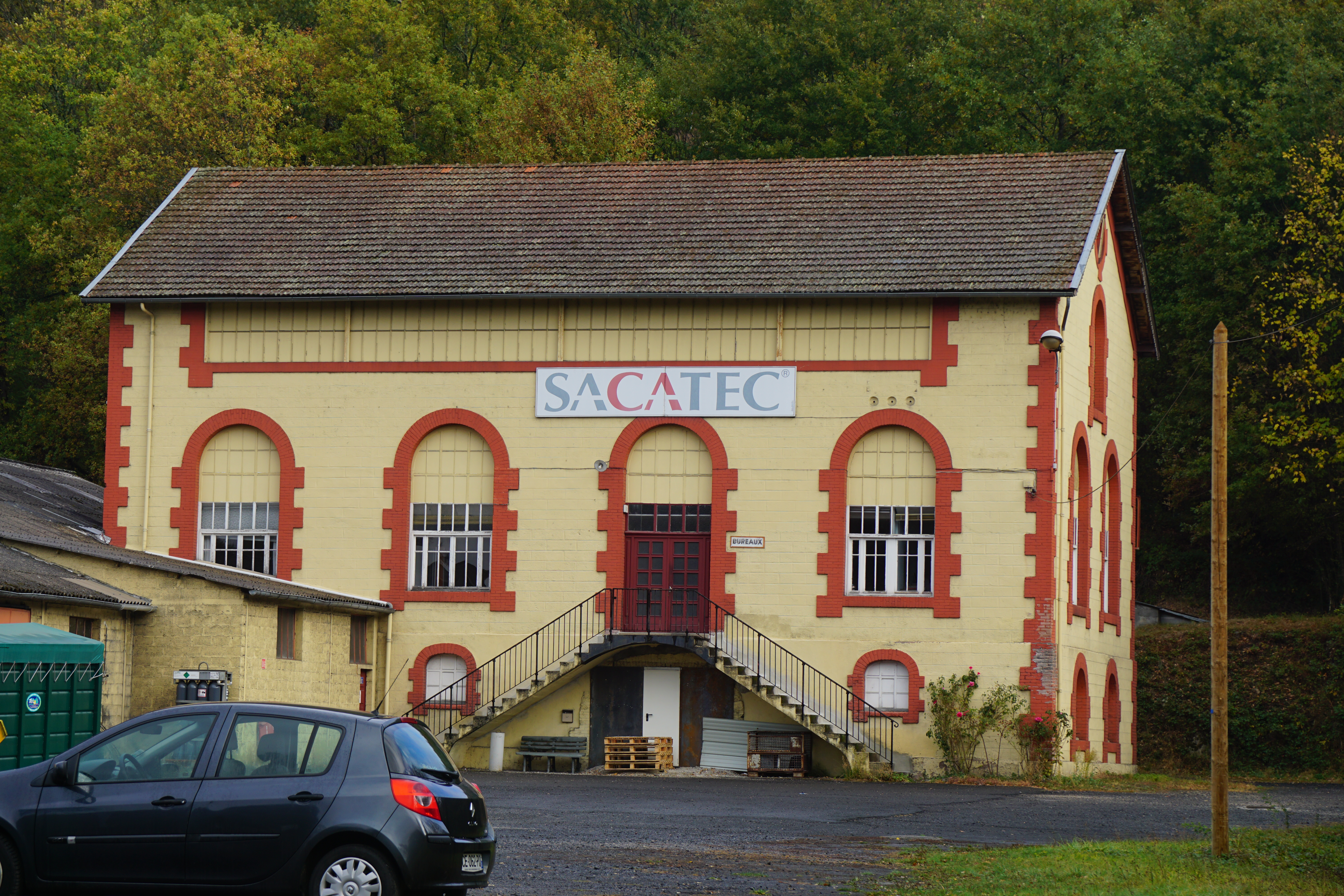
Ancien bâtiment de la machine d'extraction du puits Pochat.
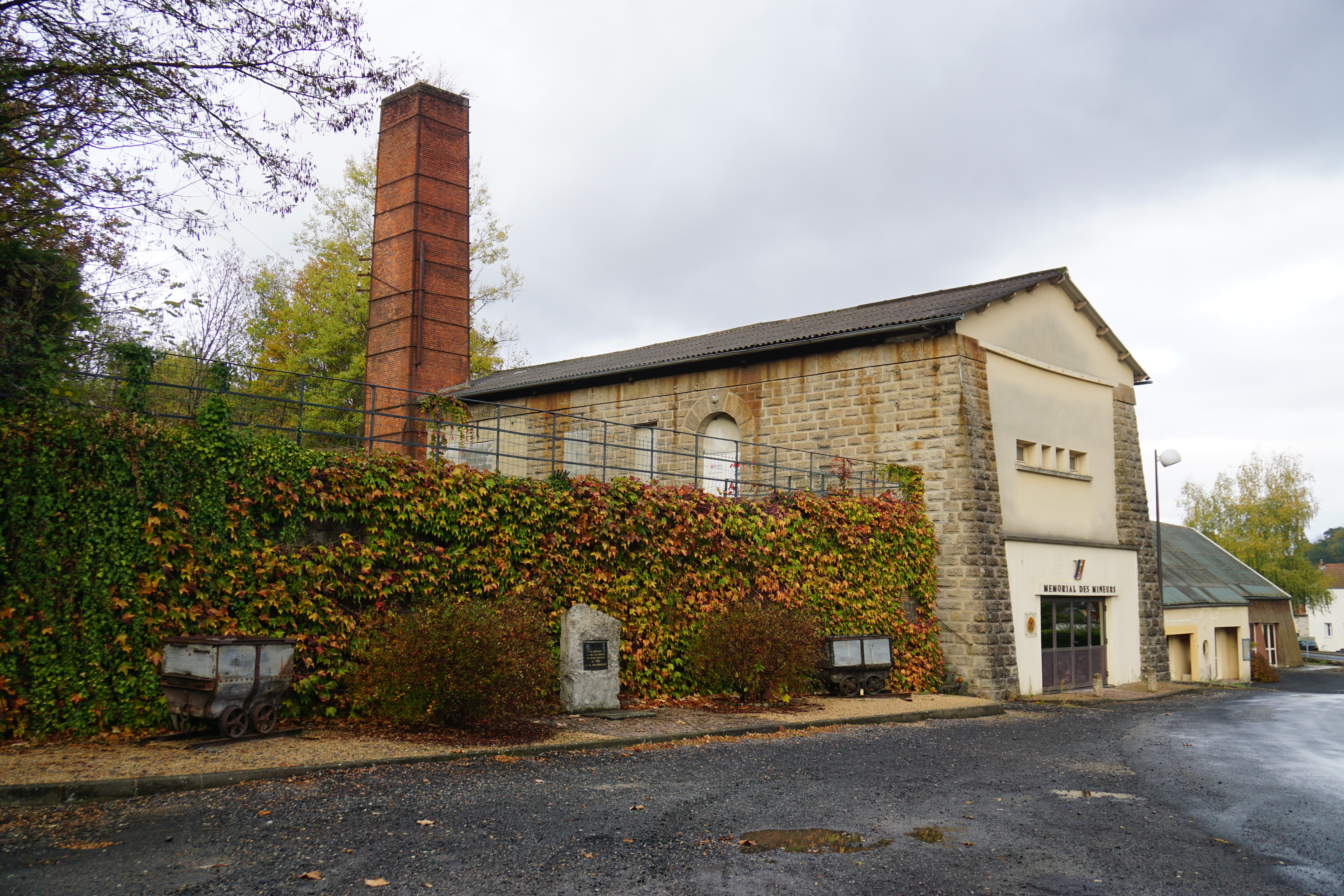
Anciens fours à coke dont le rez-de-chaussée est aménagé en mémorial.

## Bert-Montcombroux
Le petit bassin permo-carbonifère de Bert-Montcombroux (Allier) paraît se rattacher plutôt au bassin de Blanzy qu’aux autres formations houillères de l’Allier. On y connaît deux faisceaux de puissance moyenne : le faisceau du Plateau qui affleure et le faisceau des Mandins. 
Les deux permis d'exploitation qui avaient été attribués en 1942 sont nationalisés dans la perspective de la construction d'une centrale électrique qui ne verra jamais le jour. Vétuste et sans avenir, la mine ferme dès 1951.

## L'Aumance
Bassin minier exploité par puits avant 1900.
À partir de 1958, les Charbonnages envisagent la construction d'une centrale électrique de 300 MW et entreprennent entre mai 1959 et avril 1961 des travaux d'exploration. Après l’acquisition de la concession par les Houillères d’Auvergne, et l'échec des pourparlers avec EDF sur la construction de la centrale, les travaux ne reprirent qu'en 1965 sur un domaine très élargi. Le site est mis en exploitation progressivement de 1965 à 1970. L'exploitation cesse en 1996.
Le site du puits du Méglin est la dernière mine de charbon privée d'Auvergne (et l’avant-dernière du Massif Central) à fermer ses portes, le 1er juin 1963.

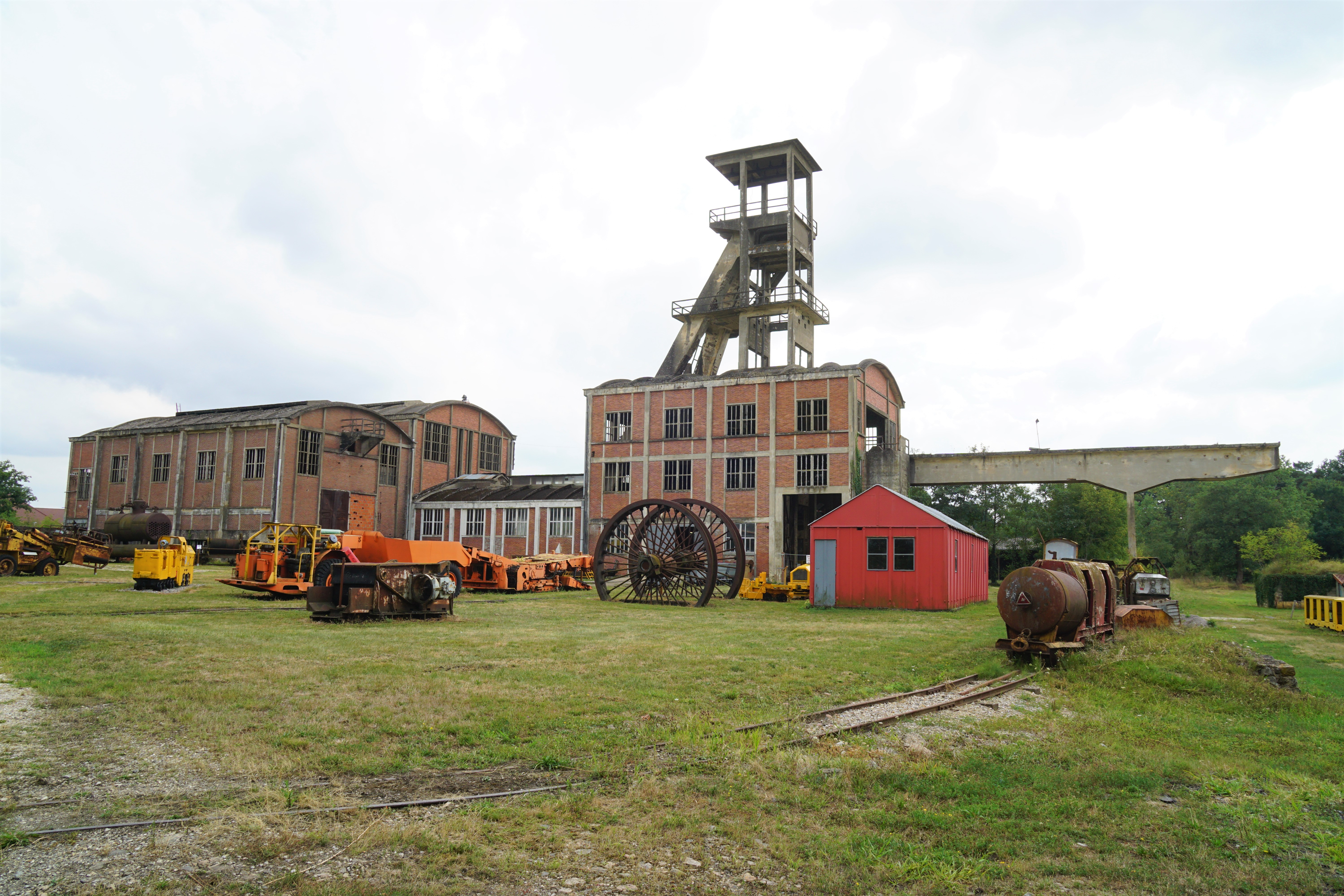
Le puits Central (musée de la mine de Noyant-d'Allier).
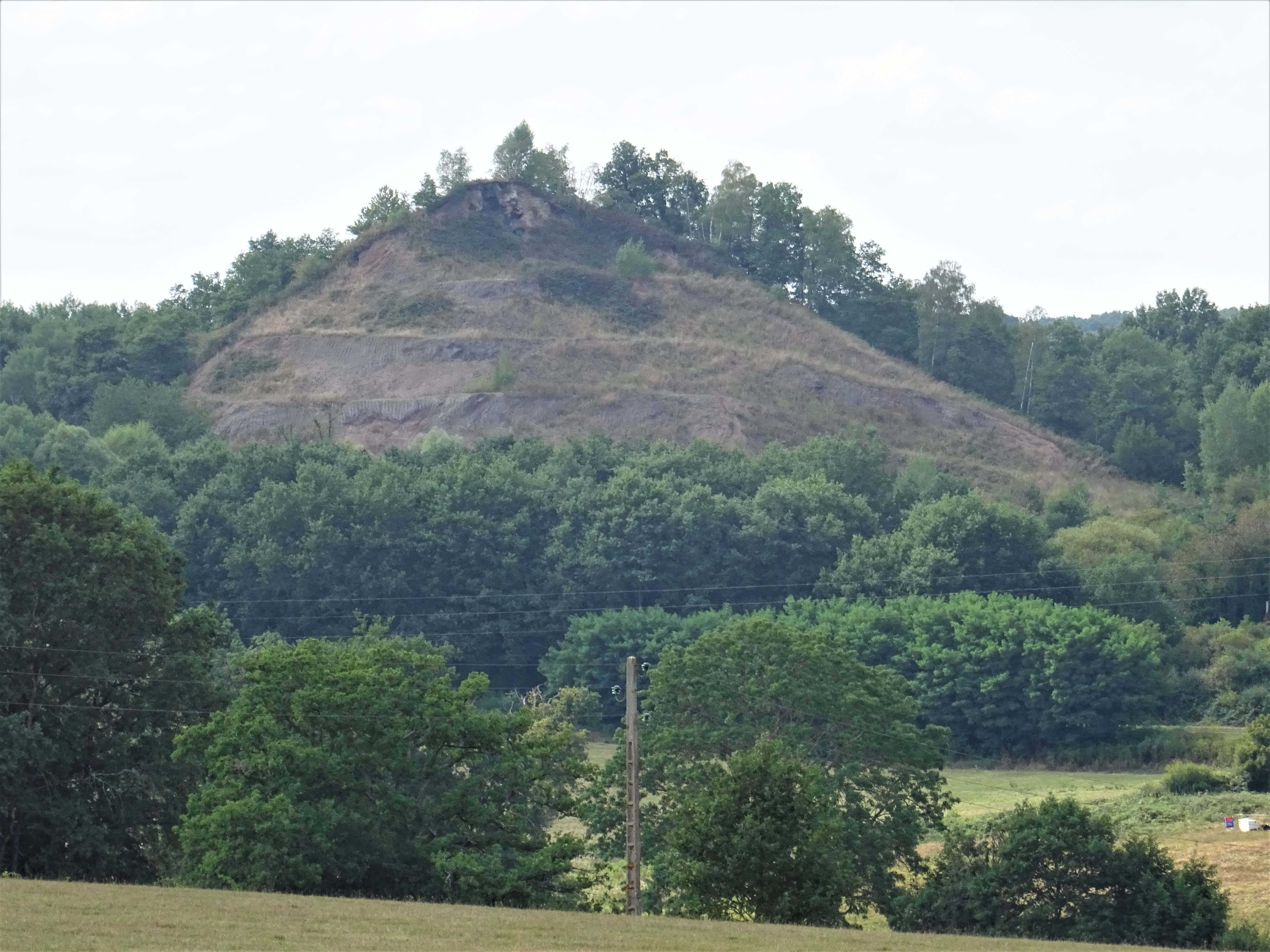
Terril conique de Buxières-les-Mines.
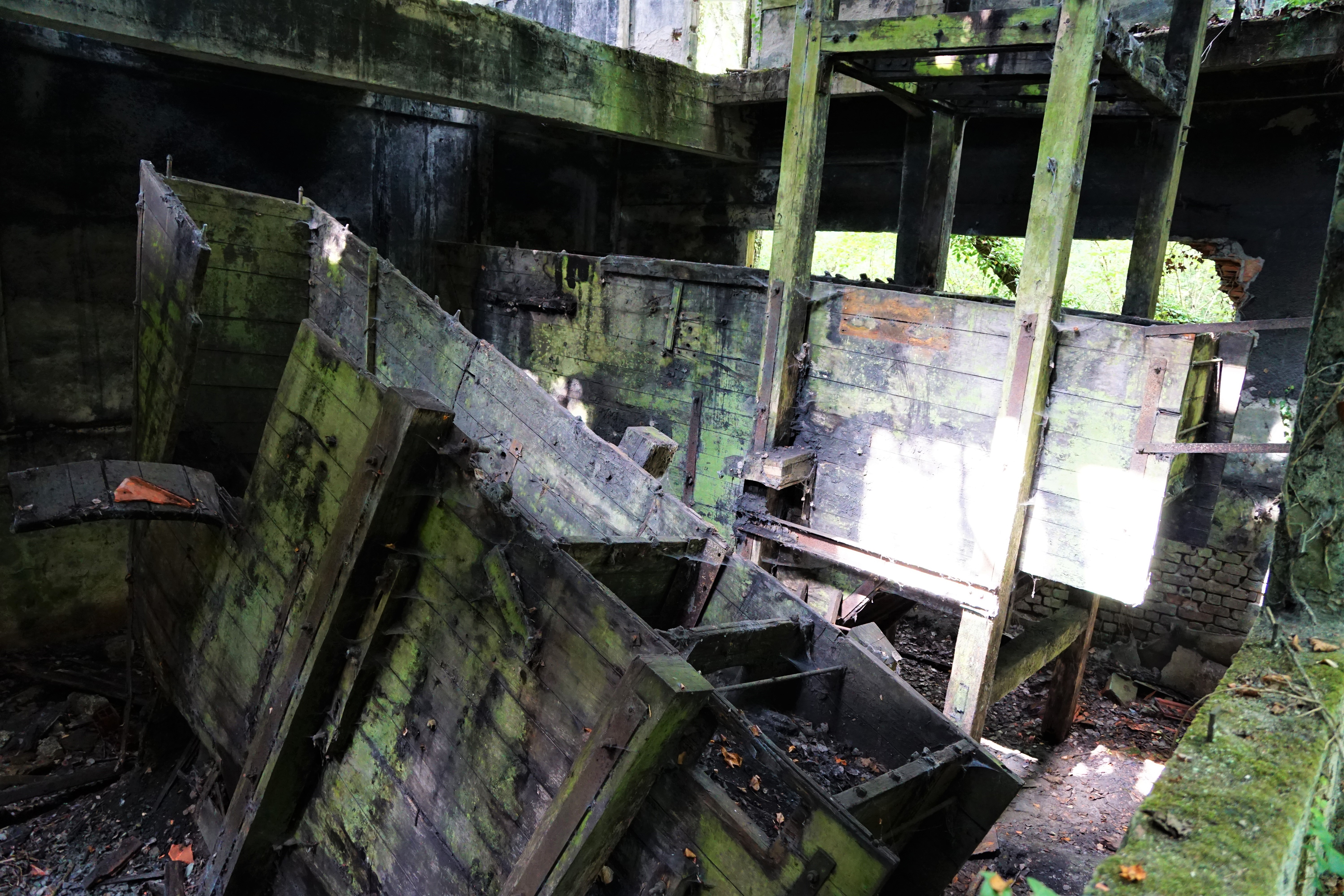
Lavoir du puits du Méglin (Buxières-les-Mines).
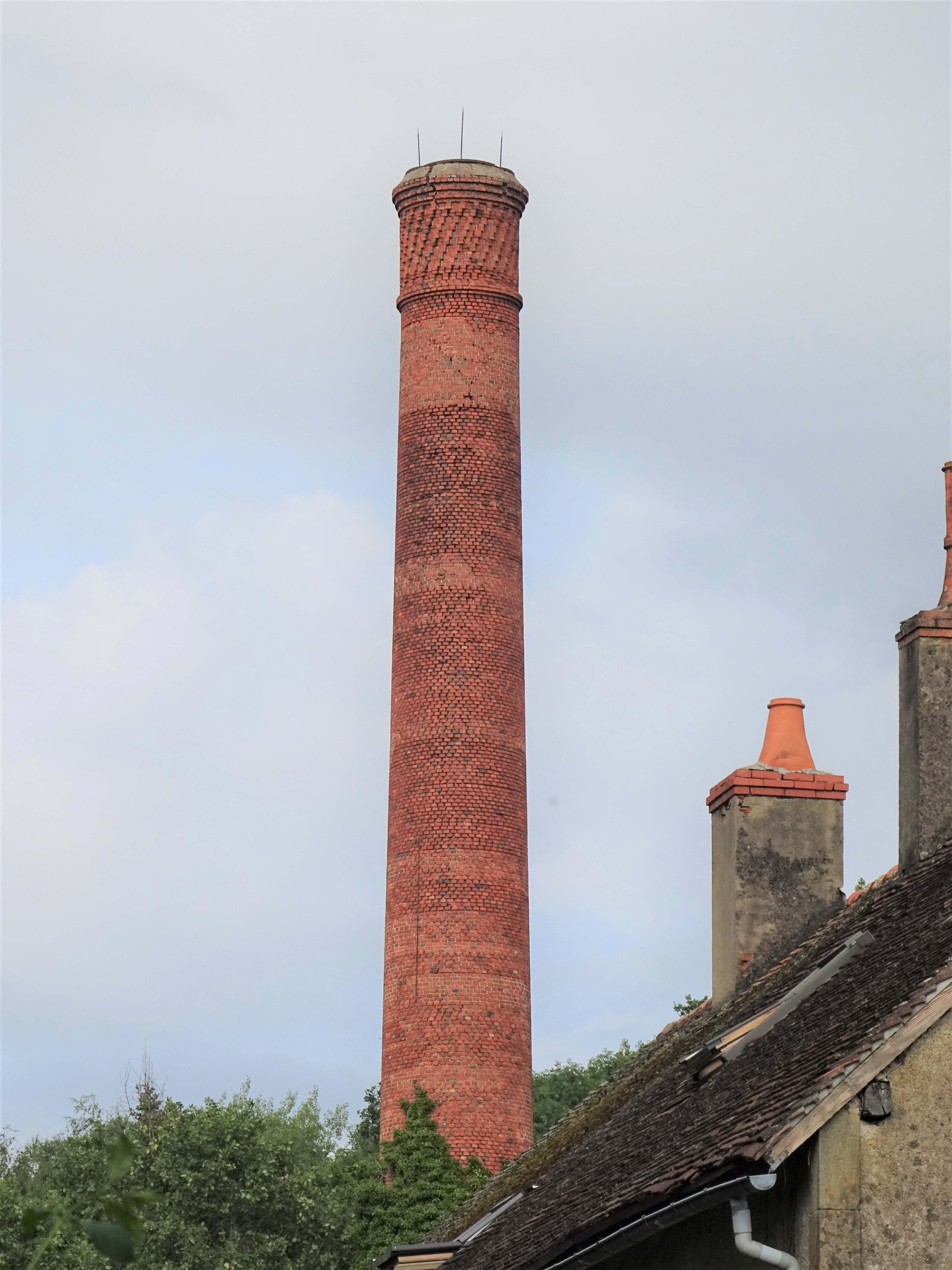
Cheminée du Méglin.